# Rainbow Gathering
«Веселка» («Зустріч Племен Веселки», англ. Rainbow Gathering) — це традиційні щорічні збори людей, що підтримують ідеали миру, любові, гармонії, свободи і співпраці. Веселка існує як свідомо виражена альтернатива пануючій масовій культурі, споживанню, капіталізму і пануванню ЗМІ. Зустрічі Племен Веселки і «Сім'я Веселки» є вираженням утопічного імпульсу, поєднаного з культурою хіпі, з корінням, що чітко прослідковуються до контркультури 1960-их. Пануюче суспільство розглядається як «Вавилон», демонструючи широко розповсюджену точку зору учасників Веселки, що сучасний спосіб життя і системи управління є нездоровими і негармонійними відносно природних систем планети Земля.